# Football Club Britannia XI
El Football Club Britannia XI és un club de futbol de Gibraltar.
Fundat el 1907 com a Britannia FC, fou un dels clubs dominadors del futbol a Gibraltar durant els anys 1950. L'any 2009 es convertí en Britannia XI. Des de 2016 juga la lliga de veterans.

## Palmarès

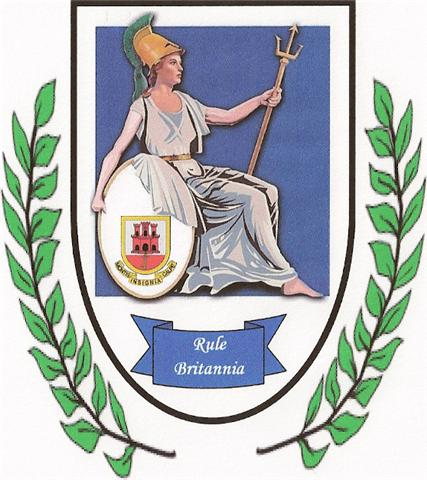
Antic escut.

- Lliga de Gibraltar:[1]

1911–12, 1912–13, 1917–18, 1919–20, 1936–37, 1940–41, 1954–55, 1955–56, 1956–57, 1957–58, 1958–59, 1960–61, 1962–63
- Rock Cup:[2]

1907–08, 1937, 1940, 1948
- Gibraltar Second Division:

2013–14